# Đại học Tirana
Đại học Tirana (tiếng Albania: Universiteti i Tiranës) là một trường đại học công lập và lớn nhất ở Albania. Nó được thành lập vào năm 1957 với tư cách là Đại học Nhà nước thông qua việc sáp nhập năm viện giáo dục đại học hiện có, trong đó quan trọng nhất là Viện Khoa học, được thành lập năm 1947.
Tòa nhà chính được kiến trúc sư người Ý, Gherardo Bosio lên kế hoạch vào đầu năm 1940. Nó nằm ở Quảng trường Mẹ Teresa, phía nam trung tâm thành phố Tirana.
Ngôn ngữ giảng dạy chính là tiếng Albania, nhưng có một số khoa ngoại ngữ được thực hiện bằng tiếng Anh, tiếng Pháp, tiếng Hy Lạp, tiếng Ý, tiếng Tây Ban Nha, tiếng Đức, tiếng Trung và các ngôn ngữ khác.
Đại học Tirana được thành lập vào năm 1957 với tên gọi Đại học Nhà nước (tiếng Albania: Universiteti Shtetëror i Tiranës), thông qua việc sáp nhập năm viện giáo dục đại học hiện có, trong đó quan trọng nhất là Viện Khoa học, được thành lập năm 1947. Ngay sau cái chết của Enver Hoxha năm 1985, trường đại học được đổi tên thành Enver Hoxha University of Tirana (tiếng Albania: Universiteti i Tiranës Enver Hoxha) cho đến năm 1992.

## Học thuật và quy mô
Trường đại học là lớn nhất và cao nhất bảng xếp hạng các trường đại học ở Albania. Nó bao gồm tám trường cao đẳng, 50 khoa học thuật và 41 chương trình học hoặc chuyên ngành. Hầu hết các chương trình được cung cấp tại Tirana; một vài cơ sở liên kết nhỏ hơn được đặt tại các thành phố khác của Albania, bao gồm Saranda ở phía nam của đất nước và Kukës ở phía bắc. Nó cung cấp chương trình Cử nhân ba năm, Thạc sĩ một hoặc hai năm và chương trình cấp bằng tiến sĩ ba đến năm năm, theo hệ thống Bologna.
Khuôn viên hiện tại của trường mang tính đô thị và phi tập trung. Một khuôn viên rộng lớn và tập trung mới đã được lên kế hoạch ở vùng ngoại vi phía đông nam của thủ đô Tirana. Ký túc xá sinh viên được nhóm lại ở một địa điểm riêng biệt gọi là Thành phố sinh viên (Qyteti Studenti) ở phía đông nam thành phố Tirana.
UT là trường đại học lớn nhất ở Albania và là một trong những trường lớn nhất ở châu Âu với 35 000 sinh viên. Năm 2013, trường đã chấp nhận 95 sinh viên học lấy bằng tiến sĩ mới. Đây là những sinh viên đã sở hữu bằng cử nhân.